# Jan Dihm (historyk)
Jan Tytus Dihm (ur. 4 stycznia 1902 w Dukli, zm. 22 października 1965 w Krakowie) – polski historyk, badacz XVIII wieku. Absolwent UJ.

## Życiorys
Był uczniem Ignacego Chrzanowskiego i Władysława Konopczyńskiego. Doktorat w 1927 pod kierunkiem Wacława Sobieskiego. Pracował jako nauczyciel w gimnazjum w Wadowicach. W 1939 uczestnik kampanii wrześniowej. Następnie przez Rumunię przedostał się do Algierii, gdzie uczył w polskim liceum. Później przebywał we Włoszech i w Wielkiej Brytanii. Do kraju powrócił w 1947. Od 1953 zatrudniony w Instytucie Historii PAN, od 1959 docent.
Dihm był badaczem dziejów Sejmu Czteroletniego i okresu upadku I Rzeczypospolitej. W okresie międzywojennym był bardzo aktywny naukowo. Zamilkł naukowo w wieku 33 lat – powodem było schorzenie psychiczne. Z inicjatywy Stanisława Herbsta podjął na początku lat 50. ponownie pracę naukową. Jej efektem była kontrowersyjna praca Sprawa konstytucji ekonomicznej z 1791 r. na tle wewnętrznej i zagranicznej sytuacji Polski (chodziło w niej o projekty Michała Ossowskiego). Spotkała się ona z krytyką Emanuela Rostworowskiego i Jerzego Łojka.

## Wybrane publikacje
- Niemcewicz jako polityk i publicysta w czasie sejmu czteroletniego, Kraków: z zasiłku Wydziału Nauki Min. WRiOP 1928.
- Trzeci Maj, Wydawnictwo Literacko-Naukowe, Kraków 1932.
- Julian Niemcewicz, Dwaj panowie Sieciechowie: powieść, wstępem i objaśn. zaopatrzył Jan Dihm, Wyd. Zakł. Narodowego im. Ossolińskich, Wrocław 1950.
- J.U. Niemcewicz, Jan z Tęczyna, oprac. Jan Dihm, Zakł. Nar. im. Ossolińskich, Wrocław 1954.
- Prawdziwa historia „Jana z Tęczyna”, Wrocław 1955.
- Julian Ursyn Niemcewicz, Pamiętniki czasów moich, t. 1-2, tekst oprac. i wstęp Jan Dihm, Państwowy Instytut Wydawniczy, Warszawa 1957.
- Sprawa konstytucji ekonomicznej z 1791 r. na tle wewnętrznej i zagranicznej sytuacji Polski, przedm. A. Krzyżanowski, Zakład Narodowy im. Ossolińskich Wydawnictwo PAN, Wrocław 1959.
- Kościuszko nieznany, Zakład Narodowy im. Ossolińskich, Wrocław 1969.